# Thomisus guangxicus
Thomisus guangxicus là một loài nhện trong họ Thomisidae.
Loài này thuộc chi Thomisus. Thomisus guangxicus được miêu tả năm 1995 bởi Da-xiang Song & Zhu.